# Straw Dogs (película de 2011)
Straw Dogs es una película estadounidense de 2011 dirigida por Rod Lurie y la remake de la película de 1971 Perros de paja. Esta nueva versión está protagonizada por Kate Bosworth, James Marsden y Alexander Skarsgård.

## Argumento
El guionista David Sumner (James Marsden) se muda de Los Ángeles junto con su mujer (Kate Bosworth) a la casa natal de ésta en Misisipi, donde su antiguo novio (Alexander Skarsgård) aún vive. Una vez allí la tensión empieza a crecer entre la pareja a la vez que los problemas con sus vecinos comienzan a ser una amenaza para ellos.

## Reparto
- James Marsden ... David Sumner
- Alexander Skarsgård ... Charlie
- Kate Bosworth ... Amy Sumner
- Willa Holland ... Janice
- James Woods
- Dominic Purcell ... Niles
- Walton Goggins ... Daniel
- Rhys Coiro ... Norman
- Laz Alonso ... Deputy John Burke
- Anson Mount ... Entrenador Stan Milkens
- Billy Lush ... Chris 'Big Brain'
- Drew Powell ... Bic
- Kristen Shaw ... Abby

## Producción y estreno
Una vez anunciado el elenco formado por James Marsden, Kate Bosworth y Alexander Skarsgard, entre otros, la cinta comenzó a rodarse en agosto de 2009 en Shreveport (Luisiana).
Después de un largo proceso de posproducción estaba planeado que la película se estrenaría en Estados Unidos en febrero de 2011, pero finalmente se retrasó la fecha hasta el 16 de septiembre de 2011.